# Caña Quemada
Caña Quemada är en ort i Mexiko.   Den ligger i kommunen Tuzantla och delstaten Michoacán de Ocampo, i den södra delen av landet, 150 km väster om huvudstaden Mexico City. Caña Quemada ligger 617 meter över havet och antalet invånare är 323.
Terrängen runt Caña Quemada är kuperad åt nordost, men åt sydväst är den platt. Runt Caña Quemada är det glesbefolkat, med 20 invånare per kvadratkilometer. Närmaste större samhälle är Tuzantla, 3,6 km söder om Caña Quemada. I omgivningarna runt Caña Quemada växer huvudsakligen savannskog.